# De gestoorde zeereis
De gestoorde zeereis is het 150ste stripverhaal van Jommeke. De reeks wordt getekend door striptekenaar Jef Nys.

## Verhaal
Jan Haring is vijftig jaar zeeman geworden. Hij nodigt al zijn vrienden uit voor een plezierreis. Tijdens hun zeereis pikken ze Arabella, Mic Mac Jampudding en de begijntjes ook nog op. Het is een gezellig feest op "De Kuip".
Doch ze worden achtervolgd door een duikboot. Uiteindelijk moet iedereen overstappen. Filiberke, professor Gobelijn, Jampudding, Boemel en de dieren kunnen gelukkig ongemerkt aan boord van "De Kuip" blijven. Deze kunnen de duikboot volgen tot aan een nabij gelegen eilandje. Op dat eiland worden onze vrienden opgewacht door de gemene Carlos dela Rubarbos die de wereld wil veroveren. Niets van dat plan mag uitlekken, en omdat "De Kuip" te dicht bij het eiland kwam, werden Jommeke en zijn vrienden gevangengenomen zodat ze niets kunnen door vertellen.
Maar door gebruik van slaapgas, dat Gobelijn heeft gemaakt, kunnen de ontvoerders uitgeschakeld worden. Jommeke en zijn vrienden kunnen ook bevrijd worden. De bende kan makkelijk opgepakt worden.
Tot slot kan het plezierreisje van Jan Haring en zijn vrienden verdergaan.